# Auschwitz-dag
Auschwitz-dag, den 27. januar, er en årlig international mindedag over holocaust og  Danmarks officielle mindedag for Holocaust og andre folkedrab.
Dagen bliver hvert år markeret den 27. januar til minde om den samme dato i 1945, da styrker fra Den røde armé fra Sovjetunionen befriede de omkring 7000  i koncentrationslejren Auschwitz-Birkenau i det tysk besatte Polen.
Resolutionen opfordrer alle medlemslandene at markere mindet efter holocaustofrene og opfordrer til at inkludere historien om holocaust i de forskellige uddannelsesprogrammere for at forhindre at det samme sker igen.
Formålet med Auschwitz-dagen er at sikre, at viden om historiens folkedrab bliver videregivet til yngre generationer.
Dagen tager udgangspunkt i udryddelserne under nazismen og i folkedrab, etnisk udrensning og masseudryddelser før og efter. Derfor er markeringen af Auschwitz-dagen ikke kun af historisk karakter, men sætter også fokus på forbrydelser i dag.
Auschwitz-dagen sætter emnet folkedrab på den offentlige dagsorden og åbner for diskussion af de etiske og politiske udfordringer, der knytter sig til emnet. Samtidig er det hensigten, at refleksion om folkedrabenes mekanismer skal skabe øget bevidsthed om faren ved racistiske ideologier og totalitære regimer.
Dermed danner Auschwitz-dagen rammen om en række aktiviteter rettet mod undervisning, der året rundt søger at styrke elevernes kendskab til emnet og inspirere lærerne i deres undervisning.
Samtidig støtter Auschwitz-dagen også op om lokale initiativer og folkeoplysende arrangementer, der sætter folkedrab på dagsordenen.

## Mindedagsaktiviteter og folkeoplysning
Auschwitz-dag blev første gang markeret i Danmark i 2003, og siden har dagen været præget af mange forskelligartede initiativer.
Hvert år lanceres et nyt tema, som de folkeoplysende aktiviteter landet over tilrettelægges efter. Arrangementer kan bestå af foredrag med overlevende fra folkedrab, filmvisninger, debatarrangementer, koncerter, teaterforestillinger m.m. op til eller på selve dagen den 27. januar.
Aktiviteterne planlægges og afholdes af en række forskellige aktører, herunder ministerier, kommuner, institutioner og andre offentlige eller private initiativtagere.
Københavns kommune afholder hvert år et arrangement i Glassalen i Tivoli, og dagen markeres typisk også i Helsingør, Odense, Aarhus og i andre kommuner. Auschwitz-dagens aktiviteter annonceres på hjemmesiden 

## Undervisningsaktiviteter forbundet med Auschwitz-dag
Undervisning og formidling om historiens folkedrab er et centralt element af Auschwitz-dag.
Formålet er at øge danske skoleelevers kendskab til emnet og inspirere lærerne i deres undervisning.
Auschwitz-dags undervisningsdel er forankret i Dansk Institut for Internationale Studier (DIIS).
DIIS giver gratis tilbud til grundskoler, ungdomsuddannelser, højskoler og VUC’er.
Skolerne kan få besøg af foredragsholdere, få filmvisninger eller besøge museer. Samtidig har DIIS udviklet en række undervisningswebsider, hvor eleverne kan finde forskningsbaseret viden om folkedrab og relaterede emner.   
Siderne kan bruges af både lærere og elever i den daglige undervisning, i projektopgaver og tværfaglige forløb. Websiderne indeholder artikler, kilder, spørgsmål, videoklip, øjenvidneberetninger samt forslag til litteratur og yderligere materiale om folkedrab. Auschwitz-dagens tilbud til skoler er samlet på 

## Auschwitz-dag som en international mindedag
Siden 1945 har det internationale samfund arbejdet for at modvirke og forebygge, at forbrydelser som Holocaust sker igen. Den målsætning blev formuleret allerede i 1945 med oprettelsen af De Forenede Nationer (FN) og medvirkede til vedtagelsen af Folkedrabskonvention i 1948.
Den danske Auschwitz-dag er etableret på baggrund af Stockholms Internationale Forum om Holocaust i januar 2000. Her vedtog stats- og regeringsledere fra 47 stater en erklæring, der fremmer forskning, undervisning og erindring om Holocaust.
Stockholm-erklæringen fastslår blandt andet, at:
Med en menneskehed som stadig er vansiret af folkedrab, etnisk udrensning, racisme, antisemitisme og fremmedhad, deler det internationale samfund en højtidelig pligt til at bekæmpe disse onder. Sammen må vi fastholde den frygtelige sandhed om Holocaust over for dem, som benægter den. Vi må styrke den moralske forpligtelse i vore folk og den politiske forpligtelse hos vore regeringer, for at sikre at fremtidige generationer vil kunne forstå grundene til Holocaust og reflektere over konsekvenserne.
I Danmark besluttede regeringen i 2001, at den danske mindedag skulle omhandle både Holocaust og andre folkedrab og markeres den 27. januar – årsdagen for befrielsen af den tidligere kz- og udryddelseslejr Auschwitz-Birkenau.
Med navnet Auschwitz-dag ønskede den at signalere, at udgangspunktet for dagen er Holocaust, men at Auschwitz samtidig skal forstås som et symbol på de lidelser, som racistiske ideologier og totalitære regimers overgreb kan føre til.
Også FN og en lang række andre lande markerer den 27. januar for at signalere, at vi ikke må glemme Holocaust – eller historiens andre folkedrab.